# Betoncourt-Saint-Pancras
Betoncourt-Saint-Pancras es una comuna francesa situada en el departamento de Alto Saona, en la región de Borgoña-Franco Condado .

## Demografía
| 56 | 60 | 50 | 49 | 50 | 67 | 47 | 48 |
| Para los censos de 1962 a 1999 la población legal corresponde a la población sin duplicidades (Fuente: INSEE [Consultar]) |    |    |    |    |    |    |    |